# Tomio Kubota
Tomio Kubota (jap. 久保田 富雄, Kubota Tomio) (* 6. Dezember 1930 in der Präfektur Tokio; † 30. Juni 2020) war ein japanischer Mathematiker, der sich mit Zahlentheorie und automorphen Formen befasste.
Kubota war Professor an der Universität Nagoya, an der er auch 1958 in Mathematik promoviert wurde. Er war Gastwissenschaftler an der Universität Chicago und 1963/64 am Institute for Advanced Study.
Er ist vor allem für seine Arbeiten mit Heinrich-Wolfgang Leopoldt über die Einführung p-adischer L-Funktionen in den 1960er Jahren bekannt. Er arbeitete auch über die Erweiterung der Interpretation der Shimura-Korrespondenz von halb- und ganzzahligen Modulformen mit metaplektischen Gruppen (ursprünglich von André Weil). Seine Erweiterung metaplektischer Gruppen spielte eine Rolle bei der Widerlegung der Vermutung von Ernst Eduard Kummer über die Phasenverteilung bzw. Werteverteilung spezieller kubischer Gaußsummen (Kummer-Summen, für Primzahlen p=1 mod 3) durch Samuel Patterson und Roger Heath-Brown (1979).

## Schriften
- On automorphic functions and the reciprocity law in a number field. Kinokuniya, Tokio 1969
- Notes on analytic theory of numbers. University of Chicago Press, 1963
- Elementary theory of Eisenstein series. Kodansha, Tokio / Wiley, New York 1973
- als Herausgeber: Investigations in number theory. Academic Press, 1988
- mit Sigekatu Kuroda: 整数論 : 代数的整数論の基礎. („Zahlentheorie. Grundlagen der algebraischen Zahlentheorie“), Asakura Shoten, Tokio 1963
- Some arithmetical applications of an elliptic function, Journal für Reine und Angewandte Mathematik, Band 214/215, 1964/1965, 141-145